# Otto Fleiter Gruwe
Otto Fleiter Gruwe (Barcelona, 1890 – Barcelona, 29 de desembre de 1959) fou un atleta català, d'origen alemany.

## Trajectòria
Fou un destacat alteta multidisciplinari, doncs practicà el salt d'alçada, salt de perxa, salt de llargada, triple salt i llançaments de disc i javelina. En aquestes proves fou campió de Catalunya un total de 12 cops. Concretament, en un mateix campionat l'any 1920 fou campió en totes sis proves. També destacà en llançament de pes. Fou membre del FC Siglo i de la Societat Gimnàstica Alemanya de Barcelona.

## Palmarès
Campionat de Catalunya
- Salt d'alçada aturat: 1919[3]
- Salt d'alçada: 1920[4]
- Salt de perxa: 1920, 1924, 1925, 1928
- Salt de llargada: 1920
- Triple salt: 1920
- Llançament de disc: 1920, 1923, 1924
- Llançament de javelina: 1920, 1923